# Kelkit Çayı
Der Kelkit Çayı ist der bedeutendste rechte Nebenfluss des Yeşilırmak im Norden der Türkei.
Der Kelkit Çayı besitzt den antiken Namen Lykos (latinisiert Lycus). Er entspringt im Ostpontischen Gebirge in der Provinz Gümüşhane nördlich der Kleinstadt Kelkit. Von dort strömt er in überwiegend westnordwestlicher Richtung durch die Provinzen Erzincan, Giresun, Sivas und Tokat, bevor er nordwestlich der Stadt Erbaa in den Yeşilırmak mündet. Am Mittellauf befinden sich zwei Talsperren: die Kılıçkaya-Talsperre und anschließend die Çamlıgöze-Talsperre. 
Am Unterlauf, über eine Strecke von 150 km von Suşehri über Reşadiye nach Niksar, fließt der Kelkit Çayı entlang der Nordanatolischen Verwerfung. 
Der Kelkit Çayı hat eine Länge von 356 km. Er entwässert ein Areal von 10.600 km².